# 770-es évek
Évszázadok: 7. század – 8. század – 9. század
Évtizedek: 720-as évek – 730-as évek – 740-es évek – 750-es évek – 760-as évek – 770-es évek – 780-as évek – 790-es évek – 800-as évek – 810-es évek – 820-as évek
Évek: 770 771 772 773 774 775 776 777 778 779 780